# Lista över Gais landslagsspelare
Nedan följer en lista över samtliga Gais landslagsspelare. Fotbollsklubben Gais har genom tiderna haft ett antal spelare som under sin tid i klubben representerat svenska landslaget. Spelare av flera andra nationaliteter har också tagits ut i sina respektive landslag under sin tid i Gais.
Den förste gaisaren som togs ut i svenska landslaget var Fritjof Hillén 1917. För Sverige har Rune Wenzel gjort flest landskamper med sina 30 (1 mål). Den gaisare som spelat flest landskamper för sitt land är dock finländaren Erik Holmgren, som under de år han på klubbnivå representerade Gais spelade 34 landskamper (2 mål) för Finland. Flest landslagsmål för Sverige har hittills Long-John Nilsson, som trots att han blott spelade två landskamper, bägge 1932, gjorde hela sex mål. Även Chovanie Amatkarijo har under sin tid i klubben (per november 2024) gjort sex mål för sitt landslag, Sint Maarten.
Notera att flera av spelarna i listan även har spelat landskamper då de inte representerade Gais; dessa matcher är inte med i statistiken. Det finns dessutom spelare som endast spelat landslagsmatcher antingen före (såsom Glenn Hysén och Roland Nilsson) eller efter (såsom Bengt Johansson och Erik Berg) sin tid i Gais. Dessa spelare är inte alls upptagna i listan.
| Bild | Land         | Namn                  | Position                 | Födelsedatum | Dödsdatum  | Landslagsår | Landskamper | Mål | Källa       |
| ---- | ------------ | --------------------- | ------------------------ | ------------ | ---------- | ----------- | ----------- | --- | ----------- |
|      | Finland      | Erik Holmgren         | Försvarare Mittfältare   | 1964-12-17   |            | 1989–1993   | 34          | 2   | [ 1 ]       |
|      | Sverige      | Rune Wenzel           | Högerytter               | 1901-01-04   | 1977-07-29 | 1919–1930   | 30          | 1   | [ 1 ] [ 2 ] |
|      | Sverige      | Sten Pålsson          | Anfallare                | 1945-12-04   |            | 1968–1974   | 19          | 5   | [ 1 ] [ 2 ] |
|      | Sverige      | Fritjof Hillén        | Försvarare               | 1893-05-19   | 1977-11-07 | 1917–1925   | 15          | 0   | [ 1 ] [ 2 ] |
|      | Sverige      | Jan Olsson            | Försvarare Mittfältare   | 1944-03-18   | 2023-05-18 | 1967–1973   | 15          | 0   | [ 1 ]       |
|      | Sverige      | Gunnar Zacharoff      | Försvarare               | 1902-01-06   | 1957-09-05 | 1926–1930   | 14          | 0   | [ 1 ] [ 2 ] |
|      | Sverige      | Helge Liljebjörn      | Halvback                 | 1904-08-16   | 1952-05-02 | 1929–1935   | 13          | 0   | [ 1 ] [ 2 ] |
|      | Sverige      | Kurt Axelsson         | Libero                   | 1941-11-10   | 1984-12-15 | 1966–1967   | 13          | 0   | [ 1 ]       |
|      | Sint Maarten | Chovanie Amatkarijo   | Anfallare                | 1999-05-20   |            | 2023–       | 13          | 6   | [ 3 ] [ 4 ] |
|      | Sverige      | Gunnar Holmberg       | Centerhalv               | 1897-05-06   | 1975-10-21 | 1922–1927   | 12          | 0   | [ 1 ] [ 2 ] |
|      | Sverige      | Herbert Lundgren      | Högerback                | 1902-03-20   | 1977-09-08 | 1925–1930   | 12          | 0   | [ 1 ] [ 2 ] |
|      | Sverige      | Albert Olsson         | Anfallare                | 1896-11-28   | 1977-10-20 | 1919–1927   | 10          | 5   | [ 1 ] [ 2 ] |
|      | Sverige      | Eine Fredriksson      | Mittfältare              | 1950-03-05   |            | 1974–1976   | 10          | 3   | [ 1 ]       |
|      | Armenien     | Levon Pachadzhyan     | Mittfältare              | 1983-09-20   |            | 2008        | 10          | 1   | [ 1 ]       |
|      | Sverige      | Ragnar Gustafsson     | Anfallare                | 1907-09-28   | 1980-05-19 | 1932–1934   | 9           | 3   | [ 1 ] [ 2 ] |
|      | Sverige      | Nils Karlsson         | Vänsterhalv              | 1897-04-10   | 1967-08-17 | 1919–1922   | 8           | 0   | [ 1 ] [ 2 ] |
|      | Sverige      | Harry Johansson       | Centerhalv               | 1909-04-16   | 1967-03-03 | 1932–1933   | 7           | 0   |             |
|      | Sverige      | Sven Jacobsson        | Anfallare Halvback       | 1914-04-17   | 1983-07-09 | 1937–1947   | 7           | 1   | [ 1 ] [ 2 ] |
|      | Sverige      | Bror Carlsson         | Anfallare                | 1897-06-28   | 1986-02-20 | 1923–1924   | 6           | 2   | [ 1 ] [ 2 ] |
|      | Sverige      | Gunnar Paulsson       | Anfallare                | 1901-01-23   | 1928-11-19 | 1923–1927   | 6           | 4   | [ 1 ] [ 2 ] |
|      | Sverige      | Thorsten Svensson     | Ytter                    | 1901-10-08   | 1954-06-29 | 1924–1926   | 6           | 2   | [ 1 ] [ 2 ] |
|      | Sverige      | Gunnar Olsson         | Anfallare                | 1908-07-19   | 1974-09-27 | 1932–1934   | 6           | 1   | [ 1 ] [ 2 ] |
|      | Sverige      | Frank Jacobsson       | Vänsterytter             | 1930-07-06   | 2017-02-26 | 1951–1953   | 6           | 1   | [ 2 ]       |
|      | Sverige      | Karl-Alfred Jacobsson | Högerinner               | 1926-01-15   | 2015-03-04 | 1952–1954   | 6           | 3   | [ 1 ] [ 2 ] |
|      | Färöarna     | Meinhard Olsen        | Mittfältare              | 1997-04-10   |            | 2020        | 6           | 0   | [ 1 ]       |
|      | Sverige      | Hans Johansson        | Anfallare                | 1945-12-30   |            | 1969–1970   | 5           | 2   | [ 1 ] [ 2 ] |
|      | Island       | Eyjólfur Héðinsson    | Mittfältare              | 1985-01-01   |            | 2008–2009   | 4           | 0   | [ 1 ]       |
|      | Sverige      | Carl Johnsson         | Högerhalv                | 1908-02-17   | 1989-09-23 | 1932        | 3           | 0   | [ 1 ] [ 2 ] |
|      | Sverige      | Åke Andersson         | Anfallare                | 1917-04-22   | 1983-07-20 | 1937–1938   | 3           | 0   | [ 1 ]       |
|      | Sverige      | Stig Andersson        | Vänsterhalv Vänsterinner | 1925-10-10   | 2005-04-20 | 1951–1953   | 3           | 0   | [ 1 ] [ 2 ] |
|      | Sverige      | Joel Björkman         | Vänsterinner             | 1890-07-23   | 1978-09-13 | 1919–1920   | 2           | 0   | [ 1 ] [ 2 ] |
|      | Sverige      | Gustaf Johansson      | Halvback                 | 1893-05-02   | 1979-02-22 | 1921        | 2           | 0   | [ 1 ] [ 2 ] |
|      | Sverige      | Konrad Hirsch         | Försvarare               | 1900-05-19   | 1924-11-17 | 1924        | 2           | 0   | [ 1 ] [ 2 ] |
|      | Sverige      | Olle Bengtsson        | Målvakt                  | 1908-02-28   | 1974-02-18 | 1930–1932   | 2           | 0   | [ 1 ] [ 2 ] |
|      | Sverige      | Holger Johansson      | Halvback                 | 1911-01-18   | 1992-02-14 | 1932        | 2           | 2   | [ 1 ] [ 2 ] |
|      | Sverige      | John Nilsson          | Anfallare                | 1908-04-27   | 1987-12-01 | 1932        | 2           | 6   | [ 1 ] [ 2 ] |
|      | Sverige      | Gösta Svensson        | Vänsterytter             | 1904-01-04   | 1948-05-24 | 1932        | 2           | 1   | [ 1 ] [ 2 ] |
|      | Sverige      | Egon Johnsson         | Anfallare                | 1926-12-06   | 1985-07-20 | 1949        | 2           | 1   | [ 1 ] [ 2 ] |
|      | Sverige      | Gunnar Johansson      | Försvarare               | 1924-02-29   | 2003-02-14 | 1950        | 2           | 0   | [ 1 ] [ 2 ] |
|      | Sverige      | Rune Jingård          | Vänsterback              | 1925-02-16   | 2018-03-25 | 1954        | 2           | 0   | [ 1 ] [ 2 ] |
|      | Sverige      | John Johansson        | Högerhalv                | 1894-07-07   | 1961-02-15 | 1920        | 1           | 0   | [ 1 ] [ 2 ] |
|      | Sverige      | Fridolf Jonsson       | Vänsterytter             | 1890-01-21   | 1962-07-07 | 1920        | 1           | 0   | [ 1 ] [ 2 ] |
|      | Sverige      | Erik Johansson        | Vänsterback              | 1900-03-10   | 1983-05-20 | 1924        | 1           | 0   | [ 1 ] [ 2 ] |
|      | Sverige      | Manfred Johnsson      | Målvakt                  | 1903-09-13   | 1991-09-12 | 1926        | 1           | 0   | [ 1 ] [ 2 ] |
|      | Sverige      | Bertil Thulin         | Anfallare                | 1903-05-16   | 1985-02-26 | 1929        | 1           | 0   | [ 1 ] [ 2 ] |
|      | Sverige      | Folke Lind            | Halvback                 | 1913-04-04   | 2001-02-06 | 1938        | 1           | 0   | [ 1 ] [ 2 ] |
|      | Sverige      | Leif Forsberg         | Centerhalv               | 1932-10-06   | 2008-05-27 | 1958        | 1           | 0   | [ 1 ] [ 2 ] |
|      | Tunisien     | Samir Bakaou          | Mittfältare              | 1954-10-17   |            | 1989        | 1           | 0   | [ 5 ]       |
|      | Finland      | Markus Halsti         | Försvarare               | 1984-03-19   |            | 2008        | 1           | 0   | [ 1 ]       |
|      | Island       | Guðjón Baldvinsson    | Anfallare                | 1986-02-15   |            | 2009        | 1           | 0   | [ 1 ]       |
|      | Island       | Guðmundur Gunnarsson  | Försvarare               | 1989-01-21   |            | 2009        | 1           | 0   | [ 1 ]       |
|      | Finland      | Henri Sillanpää       | Målvakt                  | 1979-06-04   |            | 2012        | 1           | 0   | [ 1 ]       |